# Yamamoto Toyoichi
Yamamoto Toyoichi (japanisch 山本豊市; * 19. Oktober 1899 in Tokio; † 2. Februar 1987) war ein japanischer Bildhauer der Shōwa-Zeit.

## Leben und Werk
Yamamoto wurde in der Yotsuya-Gegend von Tōkyō geboren. In der Zeit, als er die Mittelschule besuchte, beschloss er, Bildhauer zu werden, und nach Schulabschluss wurde er Schüler von Tobari Kogan, studierte an der Kunstschule der Taiheiyō Gakai (太平洋画会). 1929 zeigte er auf der Ausstellung des Nihon Bijutsuin eine Skulptur mit dem Titel „Torso“ (トルソ, Toruso) und wurde 1923 als assoziiertes Mitglied aufgenommen. 1924 ging Yamamoto mach Frankreich, wo er sich unter Aristide Maillol weiterbildete. Er blieb insgesamt fünf Jahre in Europa.
Nach seiner Rückkehr nach Japan besuchte Yamamoto eine Reihe von Tempeln in Nara- und Kyōto-Gegend, um frühe buddhistische Skulpturen zu studieren. Um das Jahr 1935, als es schwierig wurde, Bronze zu bekommen, nutzte er die Erfahrungen, die er bei dem Studium der alten Meister gewonnen hatte und begann, Skulpturen aus getrocknetem Lack herzustellen, so wie es in alten Zeiten gemacht wurde. Seine erste Plastik nach dieser Methode, „Iwato Kagura“, wurde auf der ersten Teiten-Ausstellung 1936 gezeigt und gewürdigt. Ab 1950 war Yamamoto liiert mit der Shinju-kai (新樹会) und zeigte auf deren Ausstellung jedes Jahr seine Werke.
Yamamoto stellte seine Lackarbeiten her, indem er zahlreichen Lagen übereinander legte und dann die äußerste Lage polierte. Die Figuren sind reich an Volumen und schön modelliert. Seinen „Porträt-Kopf“ zeigte er 1953 auf der 38. Inten-Ausstellung,  Es folgte die Plastik „Vogel“ (小鳥, Kotori). 1957 erhielt er den Preis des Kultusministers (文部大臣賞, Mombudaijin-shō) für seine Einzelausstellung im Jahr zuvor. Für „Etüde“ (エチュウド, Echūdo) bekam er auf der 7. Ausstellung der Shinju-kai den Mainichi Kunstpreis. 1960 wurde die große Kannon-Figur in Ōfuna fertiggestellt. Als 1961 die Bildhauer-Abteilung des Nihon Bijutsuin aufgelöst wurde, schloss er sich der Bildhauergruppe S.A.S. an. Er folgte der S.A.S., als diese sich 1963 der Kokuga-kai (国画会) anschloss. Er war auf der ersten Biennale von São Paulo und auf der 28. Biennale von Venedig vertreten. Von 1953 bis 1967 war Yamamoto Professor an der Geidai. 1983 wurde er als Person mit besonderen kulturellen Verdiensten ausgezeichnet.
Von den Werken Yamamotos sind u. a. zu erwähnen: „Sitzende Frau mit aufgestelltem Knie“ (立て膝の女, Tatehiza no onna) und „Haare“ (髪, Kami).